# Stewartstown (New Hampshire)
Stewartstown – miasto w Stanach Zjednoczonych, w stanie New Hampshire, w hrabstwie Coös.